# Carl Öberg

Carl Jonas (C.J.) Öberg, född 25 april 1859 i Själevads socken, Västernorrlands län, död 2 mars 1929 på släktgården Vårby i Domsjö, var en svensk skogsägare och riksdagspolitiker. 
Carl Jonas Öberg var son till riksdagsmannen och häradsdomaren Erik Öberg och dennes hustru Magdalena Karolina Strandberg.
Carl Jonas Öberg var verksam som skogsägare i Domsjö i Själevad. I riksdagen var han från 1894 ledamot av andra kammaren, invald i Själevads och Arnäs tingslags valkrets fram till 1911, Ångermanlands norra valkrets fram till 1921 samt Västernorrlands läns valkrets från 1922. Han var bland annat suppleant i statsutskottet 1897-1902. Carl Jonas Öberg är den som suttit längst i Sveriges Riksdag, nämligen 35 år, från 1894 till sin död 1929. Representerade Lantmannapartiet, Nationella framstegspartiet och Lantmanna- och borgarpartiet. Källa: Tvåkammarriksdagen 1867-1970,
Han skrev som riksdagsledamot i andra kammaren den 28 juli 1905 under beslutet om unionsupplösningen med Norge.
Carl Jonas Öberg grundlade 1910 tillsammans med Manfred Björkquist Hampnäs folkhögskola i Själevad.